# Rouge
Pour les articles homonymes, voir Rouge (homonymie).

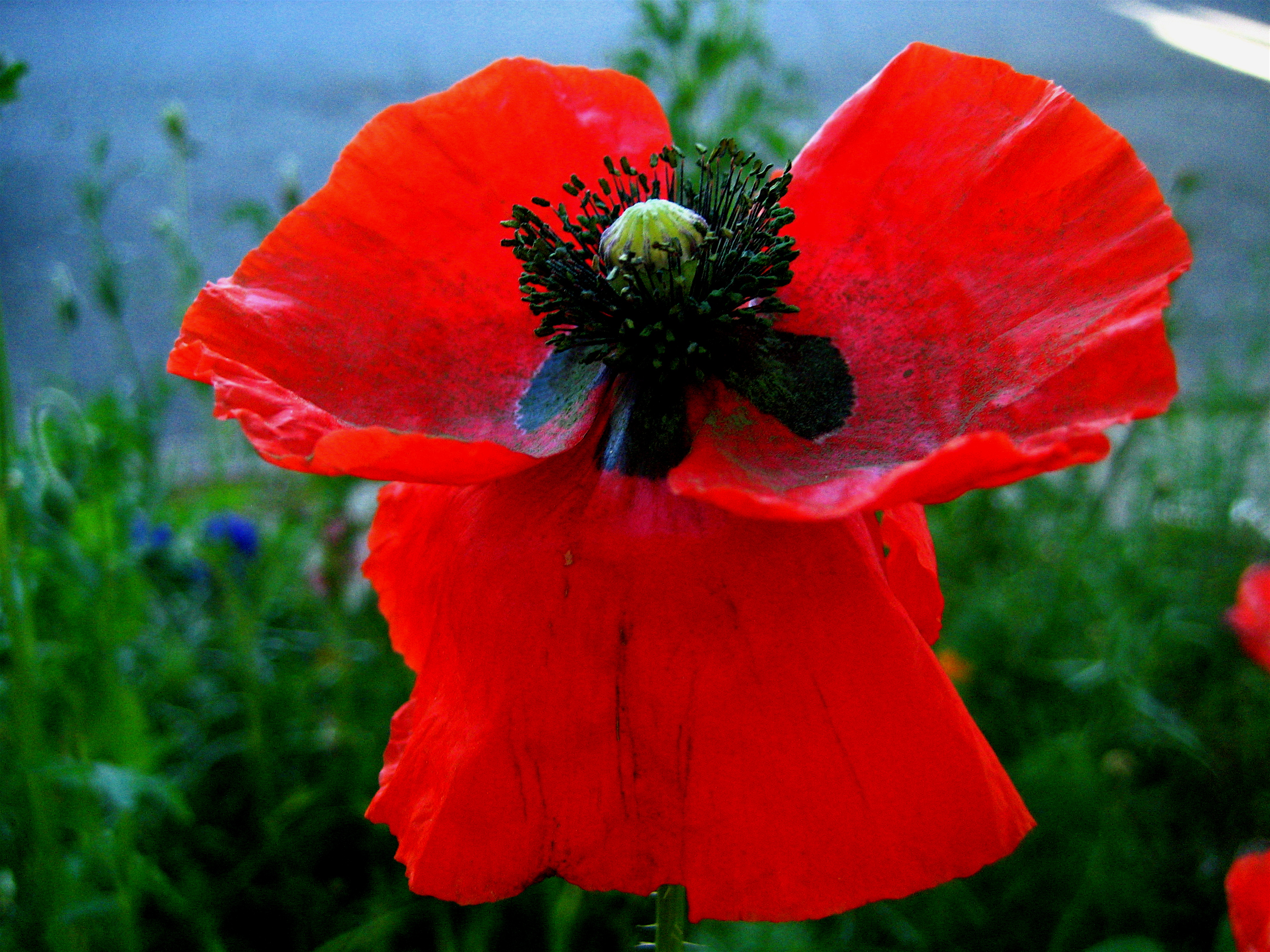
La fleur rouge du coquelicot.

Le rouge est un champ chromatique regroupant les couleurs vives situées sur le cercle chromatique entre l'orange et les pourpres. Lavé de blanc, le rouge devient rose, assombri et grisé, il s'appelle brun. Opposé au vert, il forme un des contrastes qui, avec celui entre le bleu et le jaune et celui entre le noir et le blanc, orientent la perception visuelle. Un rouge, un vert et un bleu suffisent pour la synthèse additive des couleurs ; différentes nuances de rouge peuvent servir de couleur primaire. Pour la théorie ondulatoire de la lumière, la bande rouge est à l'extrémité de moindre énergie du spectre visible, à la limite de l'infrarouge.
Les cultures classent généralement les sensations visuelles entre le sombre, dont le maximum est le noir, le clair, dont le maximum est le blanc, et le coloré, correspondant aux couleurs vives, dont le maximum est le rouge. Toutes les autres couleurs se placent dans ces catégories fondamentales. Même dans la culture occidentale, où la classification des couleurs par celles de l'arc-en-ciel domine, le rouge vif a un statut particulier, dans la signalisation et dans la symbolique.

## Colorimétrie et perception des couleurs
Le champ chromatique des rouges regroupe des nuances variant du vermillon tirant vers l'orangé au carmin tirant vers le pourpre. Lorsque la couleur de même longueur d'onde dominante est désaturée et claire, c'est-à-dire mêlée de blanc, on parle de rose. Lorsqu'elle est désaturée et sombre, elle se perçoit comme marron, à moins qu'elle ne tende vers le pourpre, et qu'on parle de couleur bordeaux.
La norme AFNOR X-08-010 « Classification méthodique générale des couleurs » proposait des limites physiques à toutes ces catégories de couleurs. La longueur d'onde dominante correspondant aux rouges se situe entre 605 nanomètres côté orange et −499 nm côté pourpre, avec la zone centrale, rouge sans ambiguïté, de  622 nm à −494 nm,. Les rayonnements de longueur d'onde la plus longue du spectre visible produisent une couleur rouge. Sur le diagramme de chromaticité, la zone du rouge inclut des teintes mêlées de bleu, qui donnent les longueurs d'onde négatives.
| 605 nm       |              |              |              |              |              | 622 nm |       |       |       |       | 740 nm | −494 nm       |               |               |               |               | −499 nm       |
| rouge-orangé | rouge-orangé | rouge-orangé | rouge-orangé | rouge-orangé | rouge-orangé | rouge  | rouge | rouge | rouge | rouge | rouge  | rouge-pourpre | rouge-pourpre | rouge-pourpre | rouge-pourpre | rouge-pourpre | rouge-pourpre |

Divers auteurs avaient auparavant donné des longueurs d'onde dominantes pour la couleur de l'arc-en-ciel qui représente le mieux le rouge type. Chevreul a choisi le rouge situé entre les raies de Fraunhofer B (687 nm) et C (656 nm). Tous les auteurs plus récents ont choisi des longueurs d'onde plus longues.
En synthèse soustractive, qui est le système de restitution des couleurs dans l'imprimerie ou dans les imprimantes couleur, les rouges s'obtiennent en mélangeant le magenta et le jaune.
Ces classifications et synthèses s'obtiennent à partir du trichromatisme, qui reconstitue l'impression colorée à partir des caractéristiques des trois types de cône de la rétine humaine. Du point de vue de la perception, les réponses de groupes de cônes sont regroupées, dans l'œil même, puis dans le reste de l'appareil visuel, et donnent lieu à trois perceptions de différences, correspondant à celles décrites, au XIXe siècle, par Hering : la différence de réponse entre les cônes S et la somme des cônes M et L situe sur une échelle bleu-jaune ; la différence de réponse entre les cônes M et L situe sur une échelle rouge-vert, et la réponse commune des cônes M et L situe sur une échelle de luminosité, entre noir et blanc.
La capacité humaine à différencier des teintes proches du champ chromatique des rouges explique que, pour les artistes, bien qu'ils utilisent, en principe, un procédé soustractif, les rouges soient des couleurs primaires. La définition pratique d'une couleur (pigment) primaire, est de ne pouvoir être obtenue en mélangeant d'autres couleurs. Le mélange de deux couleurs est toujours moins saturé que ses composantes, et les résultats approchés en mélangeant un jaune et un magenta sont moins vifs que ceux obtenus directement avec les pigments rouges.
La couleur complémentaire dépend de l'illuminant considéré. Les rouges monochromatiques ont une complémentaire monochromatique dans le champ des bleu-vert. Le rouge-orangé primaire des écrans d'ordinateur (sRGB), de longueur d'onde dominante 611,3 nm a pour complémentaire, par rapport à l'illuminant de référence D65, un vert-bleu de longueur d'onde dominante 491,5 nm.
Les daltoniens de type III confondent le vert et le rouge.

### Perception humaine
Le rouge a, à l'égard de toutes les autres couleurs, une position « privilégiée » : les jeunes enfants la reconnaissent avant les autres, parmi les champs chromatiques, le rouge se trouve dans toutes les langues dès qu'elles en ont trois ou plus.

### Perception animale
« Enfants, voici des bœufs qui passent,

Cachez vos rouges tabliers! »

— Victor Hugo, Odes et ballades, 1828
L'idée que la couleur rouge excite les vaches, bœufs et taureaux doit être examinée du point de vue des associations symboliques humaines, en même temps que de celui de leurs capacités visuelles. Les bovins sont dichromates, c'est-à-dire qu'ils n'ont que deux types de photorécepteurs. Les vaches réagissent particulièrement aux surfaces brillantes et à celles renvoyant les rayons du soleil, blanches, rouges, orange ou jaunes. L'animal ne peut différencier un carmin d'un vert-jaune choisi pour avoir, par rapport à sa sensibilité visuelle, la même luminosité. Ce n'est donc pas exactement le rouge qui perturbe la tranquillité des taureaux ; du jaune vif ou un blanc brillant le feraient aussi. Le choix du rouge pour représenter cet ensemble appartient nettement à la culture humaine.
Contrairement à une idée répandue au milieu du XXe siècle, la plupart des animaux distinguent certaines couleurs. Le chat est dichromate, et distingue les bleus, mais pas le rouge, des verts.

## Colorants
Certaines teintures rouges et les pigments laque qu'on en tirait ont compté parmi les plus coûteux : pourpre, rouge de kermes, rouge de cochenille. Cette cherté a participé à l'usage de ces rouges comme signe d'honneur.

### Pigments
Le rouge comme pigment apparaît très tôt dans l'histoire de l'humanité : les hommes du paléolithique utilisaient déjà de l'ocre rouge dans leurs peintures, par exemple dans la grotte Chauvet.
Pigments historiques
- ocre rouge (Colour Index PR102)
- cinabre
- minium (PR105)
- vermillon (PR106)
- carmin de cochenille ou kermes (NR4)
- garance (NR9)

Pigments minéraux de synthèse
- rouge de cadmium (PR108)
- oxyde de fer rouge (PR101)
- rose de chrome étain (PR233)

Pigments organiques de synthèse
- laque d'alizarine (PR83)
- rouges de quinacridone (PR122, PR206, PR209)
- rouges de pérylène (PR149, PR179)
- rouges anthraquinoniques (PR168, PR177)
- rouges DPP/pyrrole (PR254, PR255, PR264)
- rouges azoïques (PR5, PR9, PR112, PR170, PR188, PR242, PR251)

### Teintures

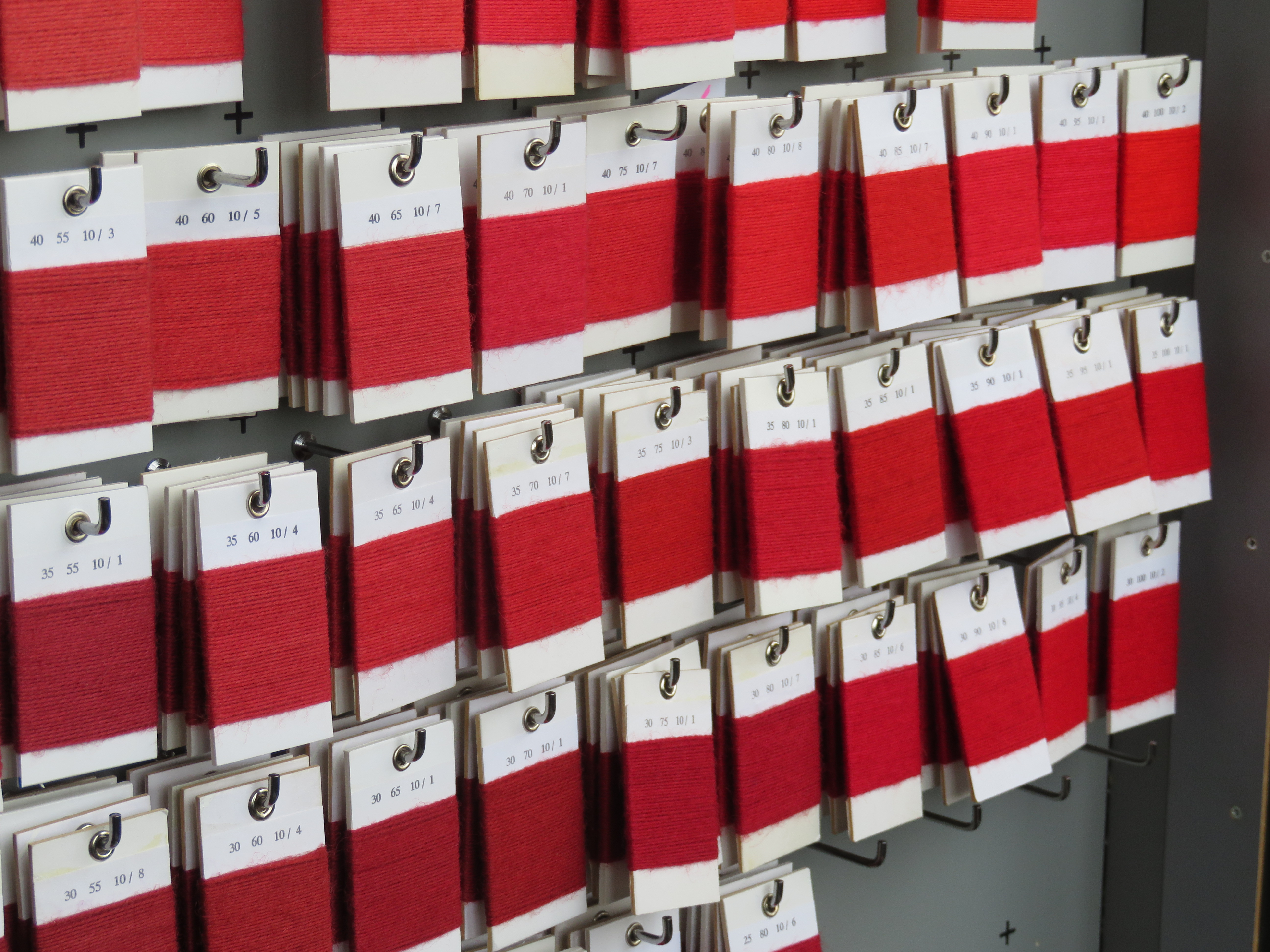
Nuancier des rouges teints et utilisés pour la manufacture de tapisseries des Gobelins et de Beauvais, 2018

Dans l'Antiquité autour de la Méditerranée, la  pourpre est la teinture rouge la plus réputée.
Pour les teinturiers du Moyen Âge, le rouge était une des couleurs les mieux maîtrisées, obtenue à partir du  kermes vermilio, remplacé par la cochenille (Dactylopius coccus), utilisée au Mexique et au Pérou avant la conquête espagnole, dès le Ve ou VIe siècle av. J.-C..
La garance des teinturiers était cultivée au moins depuis l'époque romaine pour en extraire un le pigment rouge beaucoup moins cher, mais moins vif et moins solide. En quelques dizaines d'années, la cochenille est devenue le principal rouge, même si pour en éviter l'importation, la France encourageait la culture de la garance.

### Art et archéologie
- Le Vase à figures rouges  est un type de céramique grecque antique[15].
- En Chine vers la fin de la dynastie Tang (VIIe au IXe siècle), les céramistes produisent une glaçure rouge à partir de cuivre. Les oxydes de cuivre donnent du vert-bleu, mais le procédé chinois réduit l'oxyde en métal, donnant la teinte rouge. L'art difficile de la glaçure rouge progresse, notamment au début de la dynastie Ming[16]. Au XIXe siècle le Père Ly, missionnaire en Chine, écrit à Alexandre Brongniart à la Manufacture de Sèvres : « Les Chinois... ont un rouge purpurin originaire du cuivre qui n'a encore été fait sur aucune porcelaine européenne[17] ».

## Le rouge dans la nature

### Alimentation
- Les fruits rouges sont les groseilles, les fraises, les framboises, les airelles et les cassis. Les sirops fabriqués à partir de fruits rouges sont rouges, soit naturellement, soit renforcés par un colorant. La tomate et la cerise tout comme le fruit du houx, de couleur tout aussi rouge, comme aussi peut l'être la pomme, ne s'incluent pas ordinairement dans la catégorie fruits rouges.
- Fruits dont l'intérieur est rouge : grenade, pastèque.
- Légumes rouges : poivron rouge, piment, radis, potiron, potimarron, salade rouge ou trévisane, betterave rouge. Les Haricot azuki, rouges, sont appréciés dans la cuisine japonaise.
- Le chou rouge est plutôt violet. Son nom s'est fixé à une période où la terminologie des couleurs ne distinguait pas cette nuance. Les anthocyanes du chou rouge virent au rouge en présence de vinaigre, et au bleu quand il est cuit.
- La viande rouge désigne la viande de bœuf ou de cheval. Elle s'oppose à la viande blanche du veau, du porc, du lapin et de la volaille et à la viande noire du gibier.
- Le vin rouge s'oppose au vin rosé ou blanc.

### Biologie
- Le rouge est la couleur de l'hémoglobine, qui colore le sang de la plupart des vertébrés (le sang des crustacés est bleu et celui des insectes, jaune ; certaines espèces de grenouilles ont également le sang bleu[réf. souhaitée]).
- Fleurs rouges populaires : coquelicot, rose rouge, pivoine, amaryllis, géranium "Roi des balcons", bougainvillier.
- Animaux rouges populaires : coccinelle, poisson rouge, rouget, vivaneau, oiseau cardinal, ara rouge
- Champignons rouges: amanite tue-mouches, pézize écarlate
- Arbres dont les feuilles sont rouges en automne : érables, chêne écarlate, liquidambar styraciflua
- Le nom anglais du séquoia, redwood (que l'on peut traduire littéralement par « bois rouge »), lui vient de la couleur d'un brun rougeâtre de son bois, dont les tons de rouge sont légèrement plus accentués que le sang-de-bœuf[18].

### Minéralogie
De nombreux minéraux contenant des oxydes de fer sont rouges. En outre, le cinabre, le rubis et le grenat sont rouges.

## Symbolique

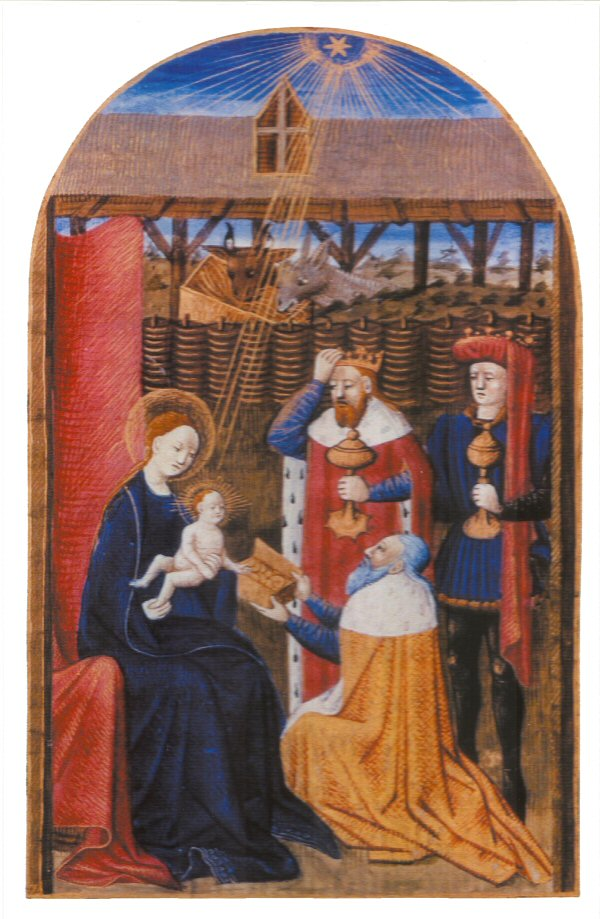
Manteau rouge des rois mages

Les symbolismes du rouge sont « universellement développés ».
En Chine, la couleur rouge est associée au bonheur à et la chance, notamment à travers les hongbao qui sont offertes lors du Nouvel An chinois et des grandes occasions pour porter prospérité et éloigner le malheur.
Dans les cérémonies de mariage traditionnelles, le rouge occupe une place centrale en incarnant la passion, l'amour et l'union harmonieuse, ce qui se reflète notamment dans les robes de mariée et les décorations festives.
Le rouge est ambivalent dans la symbolique occidentale ; il s'associe à la fois à l'honneur et au danger. Il convient donc à la fonction guerrière.
- Le rouge, intensifié en pourpre, symbolise la puissance, le pouvoir, la souveraineté, l'aristocratie (c'est le jaune dans les cultures d'Extrême-Orient).
- Couleur du sang et du feu, bénéfiques quand ils sont contrôlés, il s'associe aussi à leur danger quand ils se répandent sans frein ; ainsi qu'à toutes choses à la fois désirables et périlleuses, comme les relations sexuelles et le combat.

### Couleur de l'honneur
Héritant et adaptant un code de la Rome antique, qui réservait la pourpre aux empereurs, l'Église catholique utilise le rouge pour l'habit des cardinaux ; la nuance de rouge a cependant évolué, et la pourpre cardinalice est désormais plutôt le rouge écarlate.
En France, la Légion d'honneur porte le ruban rouge, la rosette pour les officiers, à la boutonnière.
Dans le système judiciaire, la robe de magistrat est rouge en France pour les niveaux de juridiction supérieurs, en Belgique pour les occasions solennelles.
On déroule le tapis rouge à l'entrée de bâtiments pour en honorer les visiteurs. On décore le théâtre classique en rouge et or.

### Couleur de l'émotion
La couleur rouge rappelle le rougissement du visage d'une personne émue par un fort sentiment de honte, de désir sexuel, de colère.
« Voir rouge » signifie se mettre en colère.

### Psychologie
Le rouge est une couleur classée comme chaude, et également qualifiée de saillante, c'est-à-dire que des points rouges sur un fond neutre semblent s'en détacher au-dessus de la surface.
En psychologie, le rouge s'associe à la vitalité, la vigueur, l’instinct combatif et ses tendances agressives, la pulsion sexuelle, le désir amoureux, la passion, le besoin de conquête…
Diverses études ont exploré avec des photographies l'effet du rouge sur la façon dont les personnes du sexe opposé perçoivent ceux qui en portent. Celles qui sont publiées concluent généralement par un effet positif, surtout en ce qui concerne l'attirance sexuelle, qu'il s'agisse d'hommes ou de femmes.

### Antiquité
- Le rouge désigne le point cardinal Sud depuis la plus haute Antiquité [réf. souhaitée].
- Dans l'Égypte ancienne, Seth, le destructeur, est le dieu rouge.
- le grec Phoenices  (Phéniciens = "Peaux-rouges" ?) désigne les habitants de la Phénicie, et le latin Puniques ceux qui ont émigré en Afrique du Nord et fondé Carthage
- L'oiseau mythique égyptien phénix est rouge et or selon Hérodote (Histoire, 2, 73).
- L'oiseau mythique Rokh ou Simurgh de l'hémisphère austral ainsi que la mer Rouge d'après la traduction littérale de la toponymie des cartes des civilisations anatoliennes[réf. souhaitée].
- Selon Portal (1857), dans les textes sacrés des chrétiens, des Égyptiens, des Hébreux et des Arabes, le rouge est associé au feu et à l’amour divin[23] et symbolise la divinité et le culte[réf. souhaitée].
- Dans la Bible et dans la tradition juive, il est également associé au sang : Ésaü, homme colérique, roux (he. אַדְמוֹנִי, ’admōnī) et amateur de chasse[24], vend à Jacob son droit d'aînesse contre un plat de « lentilles rouges »[25],[26]. Esaü est ainsi appelé Edom qui veut dire « rouge » en hébreu (אָדֹם, adom), aussi nom du pays (Edom ou Idumée) à la roche calcaire rougeâtre à l'est de l'Aravah[27],[28] dont il est considéré comme l'ancêtre[29],[30].

### Discrimination raciale
Au XIXe siècle et au début du suivant, on appelait Peaux-rouges les peuples qui habitaient déjà l'Amérique du Nord avant la colonisation européenne. Ce terme est tombé en désuétude pour désigner les peuples, mais subsiste dans la littérature d'aventure de l'époque de son usage, et comme nom (Redskins) d'une équipe de football aux États-Unis (nom abandonné en 2020).

## Utilisations conventionnelles

### Couleur liturgique
- La pourpre cardinalice est la couleur du cardinal, une position supérieure dans l'église catholique romaine.
- Dans la liturgie catholique romaine, le rouge est la couleur liturgique revêtue par le prêtre pour les offices des fêtes du Christ (dimanche des Rameaux, Vendredi saint, etc.), des fêtes de l'Esprit saint (Pentecôte, célébration du sacrement de confirmation, etc.). C'est aussi la couleur qu'il porte pour honorer la mémoire des apôtres, des évangélistes et des martyrs.
- La veilleuse placée sur le tabernacle contenant Saint-Sacrement dans les églises catholiques est rouge[32].
- Le diable est souvent représenté rouge[33], notamment par association avec l'enfer[34].

### Politique
- En Europe, la couleur rouge est associée à la révolution et au prolétariat. Le drapeau rouge est devenu au XIXe siècle un symbole du mouvement ouvrier et des luttes sociales : il a été un emblème du socialisme, puis du communisme (dont les militants étaient souvent appelés les Rouges). On lui oppose en France le drapeau noir des cléricaux ou des anarchistes, le blanc des royalistes, le bleu des nationalistes.
  - Rouge était le titre de l'hebdomadaire de la Ligue communiste révolutionnaire jusqu'à sa disparition en février 2009.
  - L'Armée rouge : l'armée soviétique (au sens strict de 1917 à 1946, mais le terme a survécu à cette période, et même à la fin du communisme).
  - Les gardes rouges : milice composée de jeunes dans la Chine maoïste, active pendant la révolution culturelle.
- Le rouge est la couleur du Parti républicain (États-Unis) américain dès le tournant du XXe siècle.
- En Uruguay, au Paraguay, les partis libéraux (Parti Colorado) arborent le  drapeau rouge, s'opposant au drapeau blanc des nationalistes.
- Au Canada, l'ancien Parti rouge du Bas-Canada a donné lieu à l'actuel Parti libéral qui est l'un des deux principaux partis fédéraux du pays, encore identifié à la couleur rouge.

### Commerce
- Une lanterne rouge marquait l'entrée des bordels.
- Label rouge : Créé par la loi d'orientation agricole de 1960, le label est une certification qui atteste qu'un produit agricole ou une denrée alimentaire possède un ensemble de caractéristiques préalablement fixées qui établissent un niveau de qualité supérieure.
- Cordon rouge : classification du champagne de marque Mumm.
- En bourse chinoise, le rouge signifie que les actions montent 📈 (contrairement à l’Occident où il symbolise une chute).

### Informatique
Dans les couleurs du web, le mot-clé red (rouge) renvoie le canal rouge à son niveau maximal; les autres à zéro. Cette couleur a, pour les écrans conformes sRGB, des coordonnées trichromatiques CIE XYZ X = 0,4123, Y = 0,2126, Z = 0.0193 ; ce qui correspond à une longueur d'onde dominante de 611,4 nm, un rouge-orangé selon la classification AFNOR X08-010.
Le mot-clé darkRed renvoie la couleur primaire rouge seule, à un niveau un peu supérieur à la moitié (#8B0000 — r=55 %, v=0, b=0).
Ces deux couleurs ne peuvent être imprimées avec la même intensité et luminosité ; elles sont hors du gamut d'impression.
Le mot-clé indianRed (rouge indien), d'après le pigment d'oxyde de fer, renvoie un rouge moins vif de la même teinte (#CD5C5C — r=80 %, v=36 %, b=36%).

### Signalisation

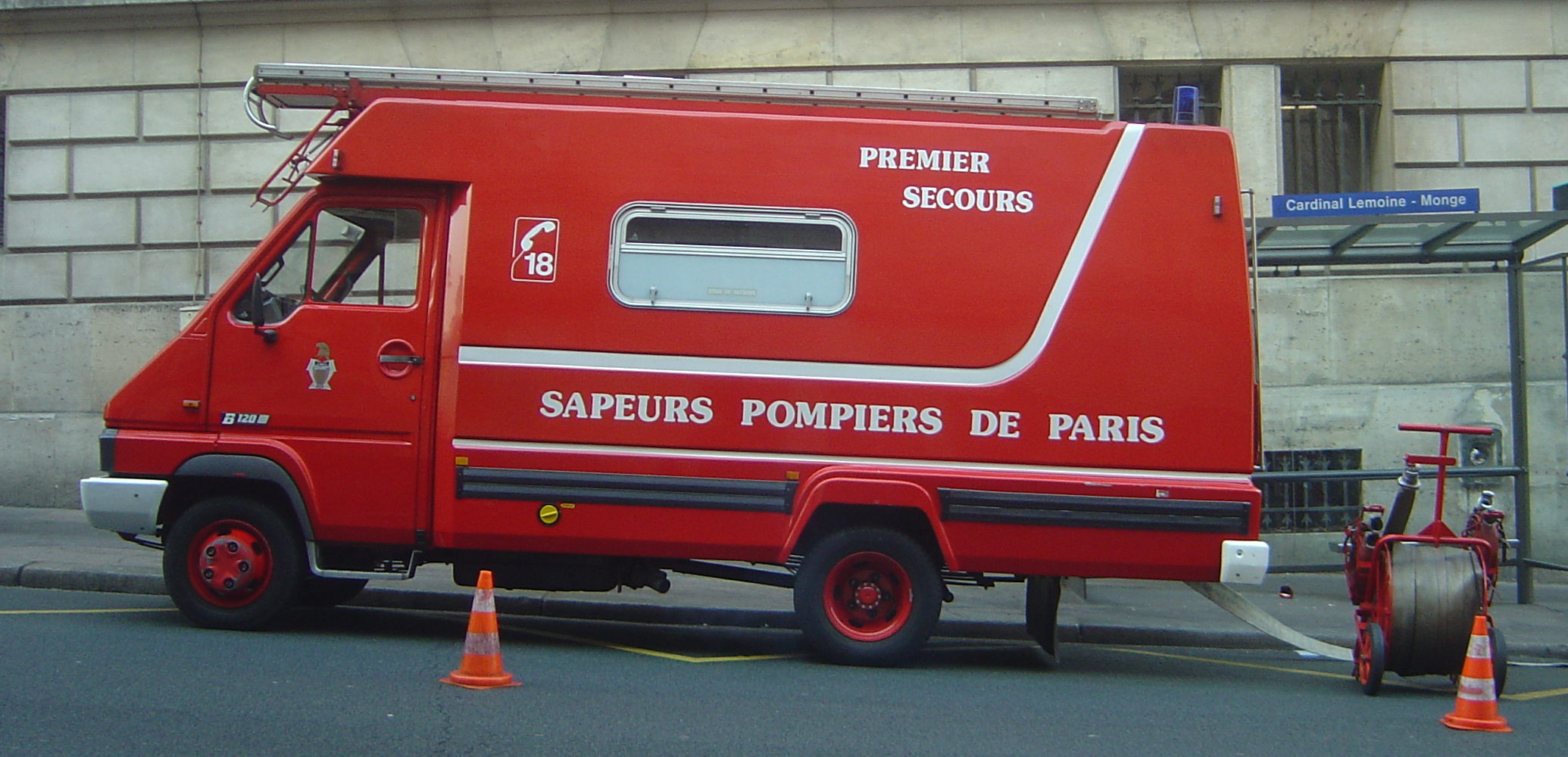
Le rouge-orangé vif signale le matériel de secours incendie.

Le rouge de sécurité, un rouge-orangé vif bien défini appelé rouge incendie, est réservé au matériel d'incendie. En France, cette couleur est identique au RAL 3000 Rouge feu du  nuancier RAL de peintures.
En signalétique :
- maritime et aérienne, le rouge marque le côté gauche dans le sens de la marche (bâbord) sur les véhicules, et dans les ports, les limites des chenaux à gauche pour les entrants, par opposition au vert pour le côté droit ;
- routière et signalisation ferroviaire, un feu ou un signal rouge exige l'arrêt absolu ; et par une conséquence logique, les feux arrière des véhicules sont rouges ;
- un anneau rouge signale les conduites de fluides à haute pression[38] ;
- en compétition sportive, le carton rouge impose l'arrêt immédiat du jeu, et l'expulsion du fautif ;
- dans de nombreux locaux professionnels, une lampe rouge au-dessus de la porte signifie une interdiction provisoire d'entrer, en raison de l'activité en cours.

### Héraldique
En héraldique le rouge, sans précision de nuance, est l'une des six teintes de base ; le blason l'appelle gueules.

### Codes de couleur
- Dans les codes d'alerte et de danger, le rouge est le niveau maximal : alerte météorologique, plan Vigipirate, téléphone rouge[c].
- Dans le code de couleurs des résistances électriques et des condensateurs, la couleur rouge correspond au chiffre 2, au multiplicateur x100, à une précision de 2 % et à un coefficient de température de 50 ppm. Dans la norme CEI 60757, on le nomme RD (abréviation de red).
- Une pastille rouge indique le robinet d'eau chaude (en opposition au bleu pour l'eau froide).
- Les bouchons des bouteilles de lait entier sont rouges en France, tandis que ceux du lait demi-écrémé sont bleus.
- En Alsace, les bouteilles d'eau pétillantes sont rouges (l'eau plate étant bleue et la légèrement pétillante verte)[39].
- Dans le judo et le karaté la Ceinture rouge est le grade le plus élevé avant la ceinture blanche large, grade symbolisant l'accomplissement définitif du combattant.
- Sur les pistes de ski en Europe, le rouge marque les pistes de difficulté moyenne.

### Équipes sportives
- Dans le football, les équipes anglaises Manchester United et Liverpool portent le rouge. Elles sont connues comme respectivement les "Red Devils" et les "Reds". En France, l'équipe de Lille OSC porte le rouge. La sélection nationale de Belgique arbore, elle aussi, le rouge : elle porte le surnom de Diables Rouges.
- En compétition automobile, le Rosso Corsa ((it)rouge course) est la couleur de l'Italie.

### Utilisations diverses
- Rouge entre dans le titre de nombreuses œuvres littéraires et cinématographiques.
- Les corrections sur un texte écrit se font ordinairement en rouge sur un document d'origine en noir ou en bleu.
- La Croix-Rouge, les croix rouges des pharmacies en Allemagne ou en Italie (mais vertes en France) généralisent l'association aux services d'urgence. Dans la même symbolique, un ruban rouge replié est le symbole international de la solidarité face à la lutte contre le SIDA.
- La lumière rouge est utilisée pour éclairer une chambre noire. Les émulsions photographiques en noir et blanc ne sont sensibles qu'au bleu. Cette lumière est donc « inactinique » : un éclairage rouge modéré permet de voir ce que l'on fait sans risquer de voiler le papier photo.
- Avec le jaune, le rouge est une des couleurs les plus communes des boîtes aux lettres dans le monde, comme dans la Belgique et au Royaume-Uni.
- Dans les jeux de cartes, la couleur des cœurs et des carreaux est rouge, en opposition aux piques et trèfles qui sont noirs ; à la roulette, les 18 numéros rouges s'opposent aux 18 numéros noirs.
- En radiocommunications, chaque heure du Temps universel coordonné comporte deux périodes rouges de trois minutes de silence radio.
- On parle de rouge à lèvres, même si ce maquillage peut être d'une autre couleur.

### Expressions et proverbes
- Le fil rouge : se dit du lien dramaturgique invisible qui relie les scènes successives d'une pièce de théâtre afin de révéler le sens profond de l'œuvre.
- Peau rouge est une expression familière, parfois méprisante, pour désigner les tribus indiennes d'Amérique du Nord.
- La ville rouge désigne Albi,  Bourges, le Mans, Lyon et Limoges en France, Marrakech au Maroc, Bologne en Italie, Timimoun en Algérie à cause de cette couleur dominante dans la ville.

## Galerie

### Dans la nature

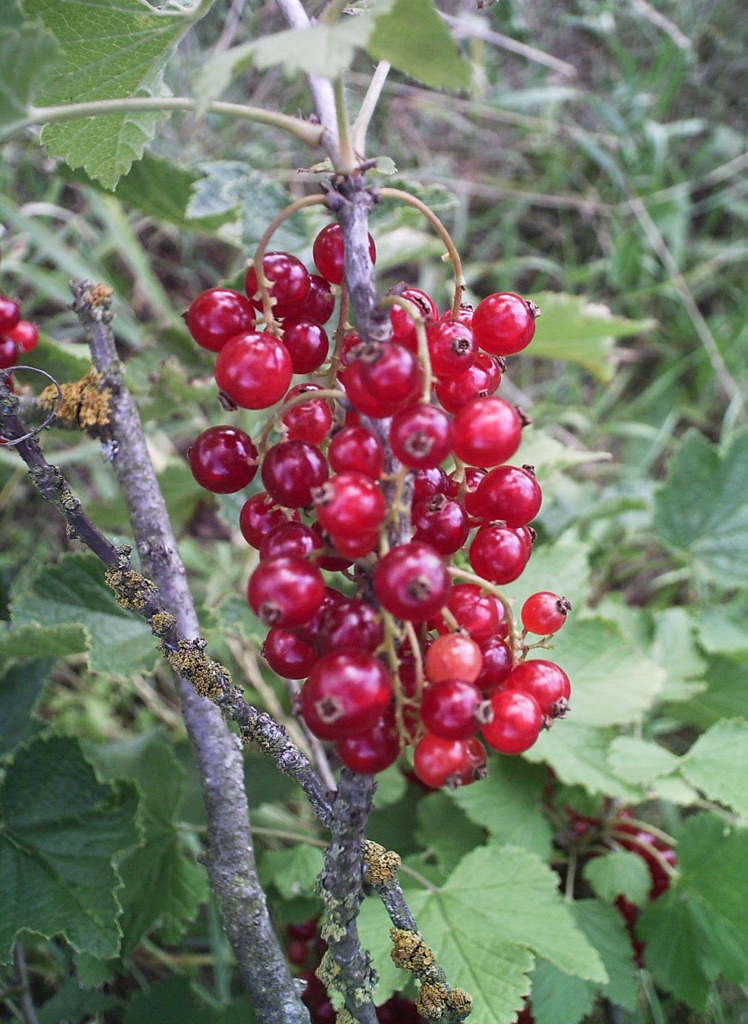
Groseilles rouges
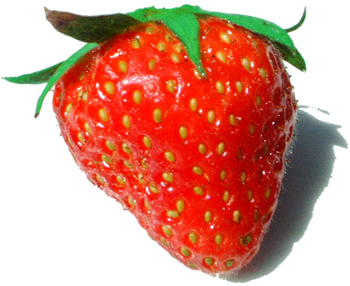
Fraise
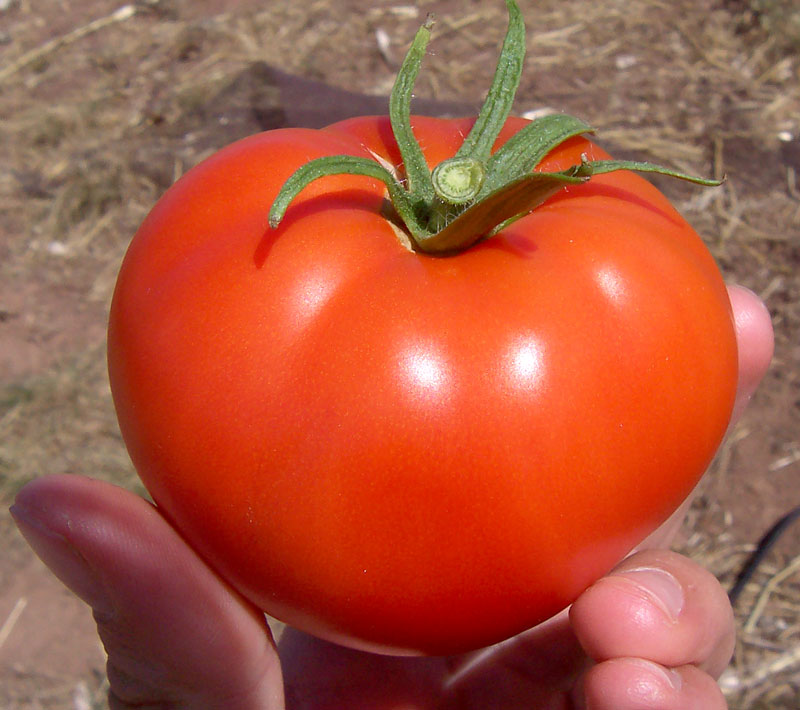
Tomate
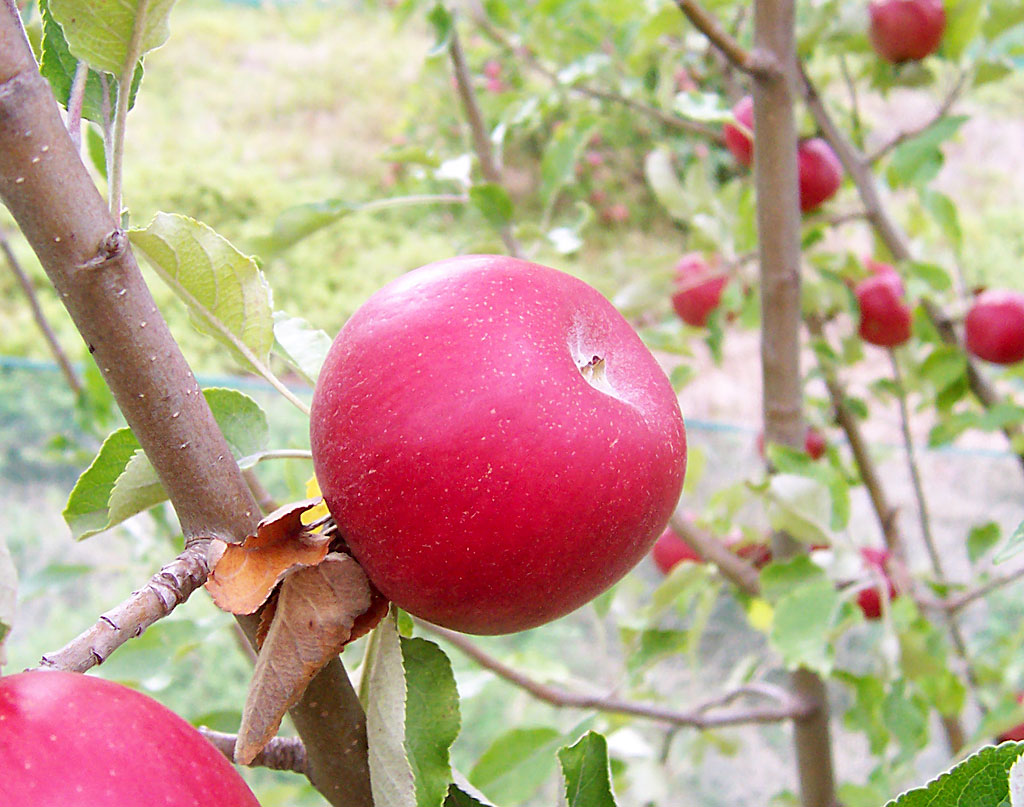
Pomme
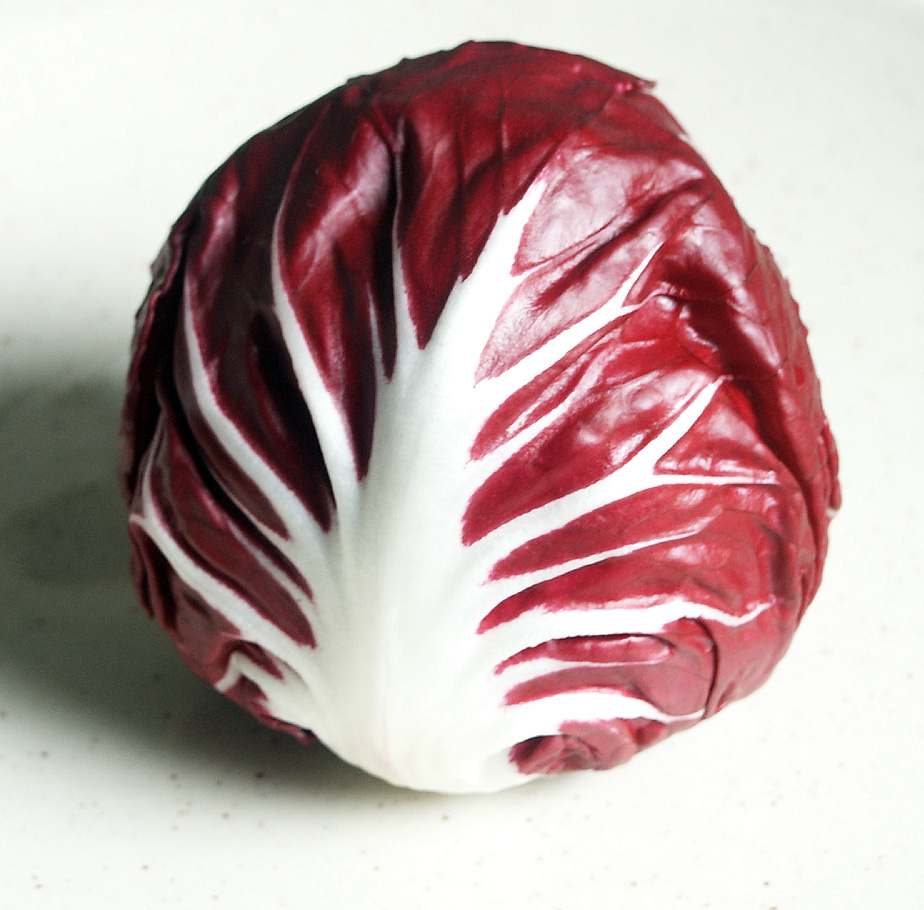
Salade trevisane (dite « salade rouge »)
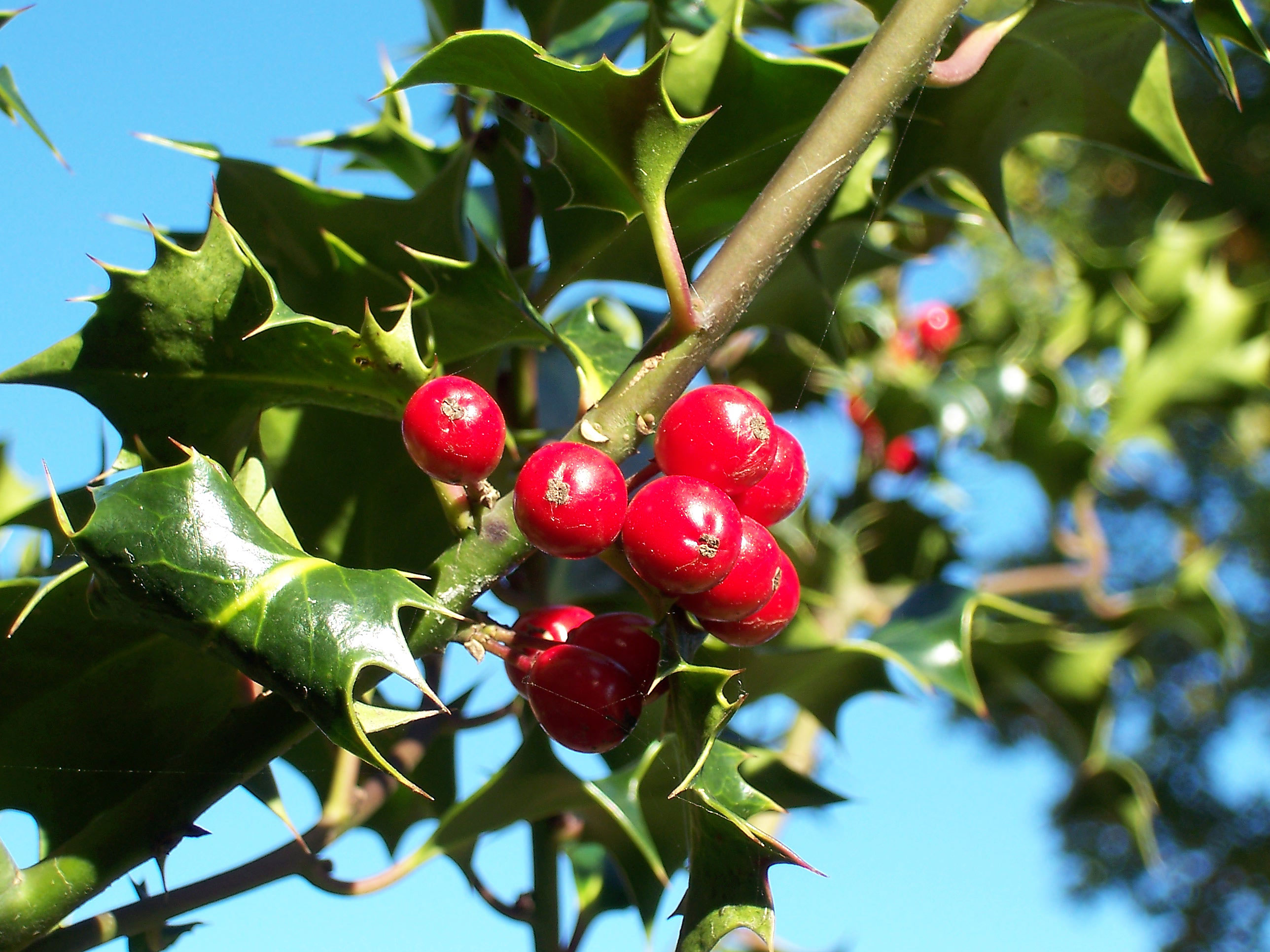
Fruit du houx
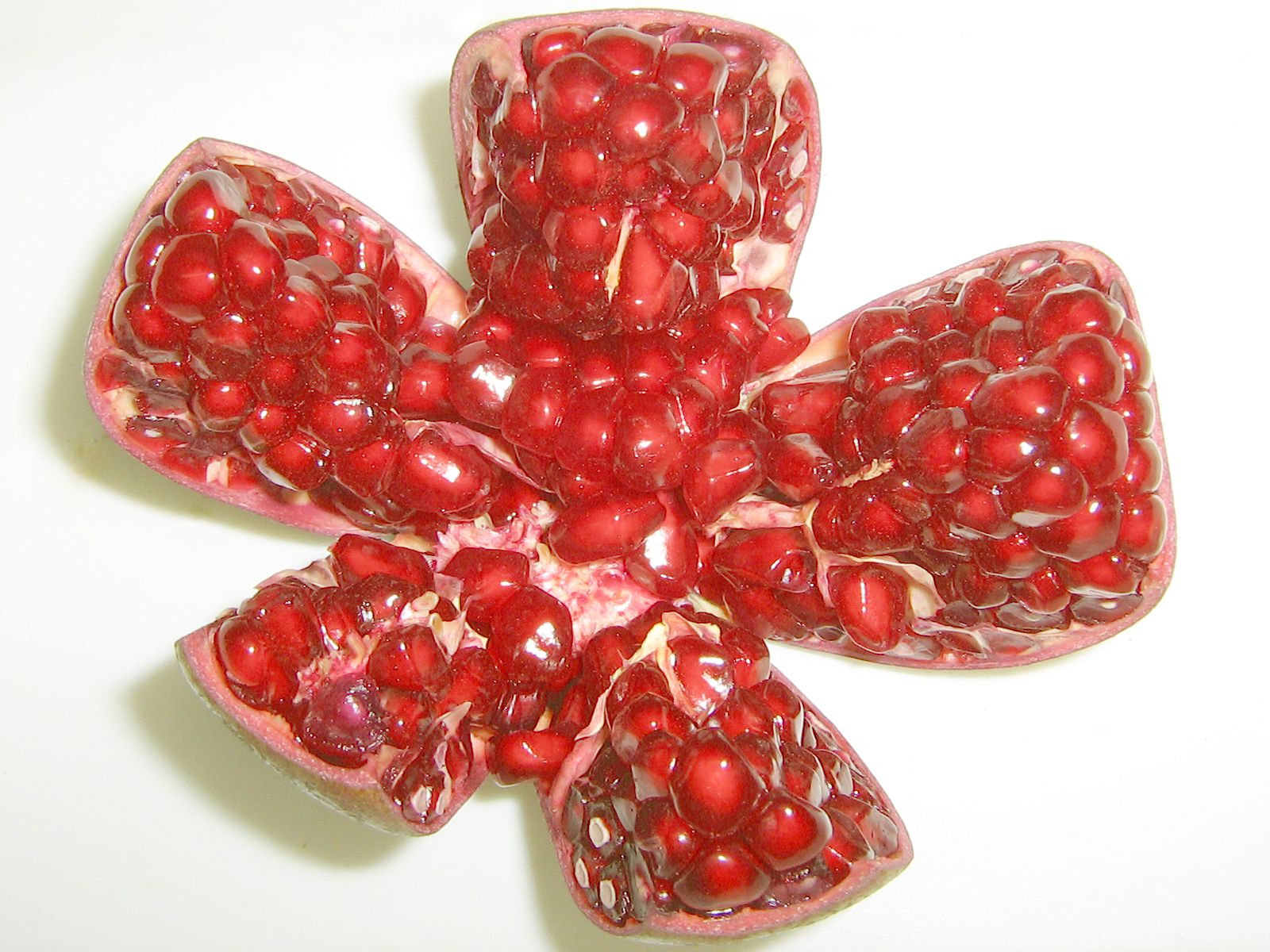
Grains de grenade
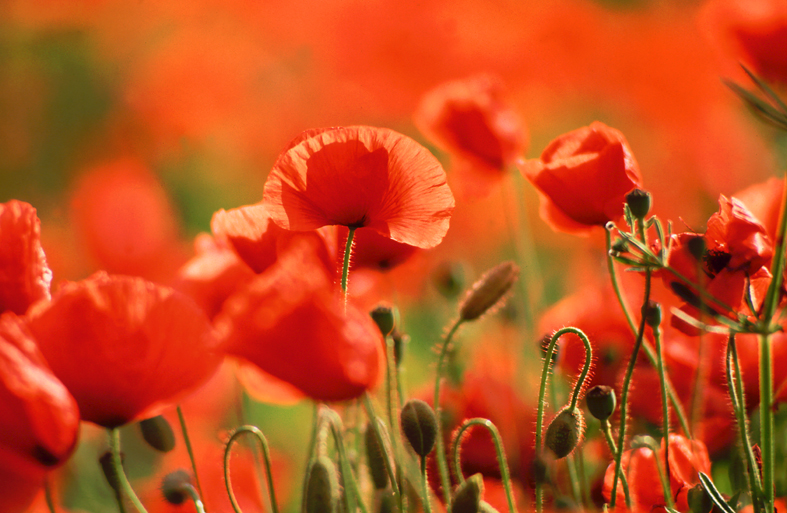
Coquelicots
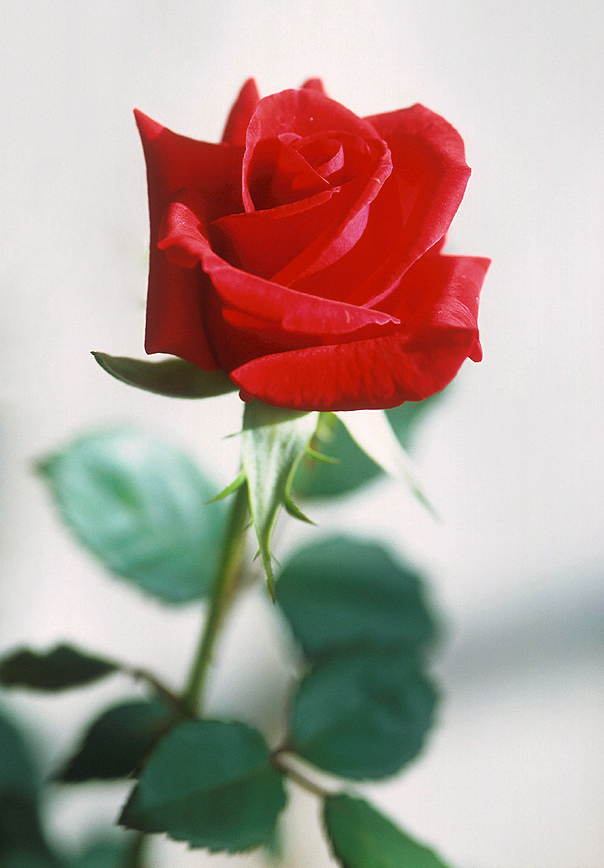
Rose rouge, symbole de l'amour
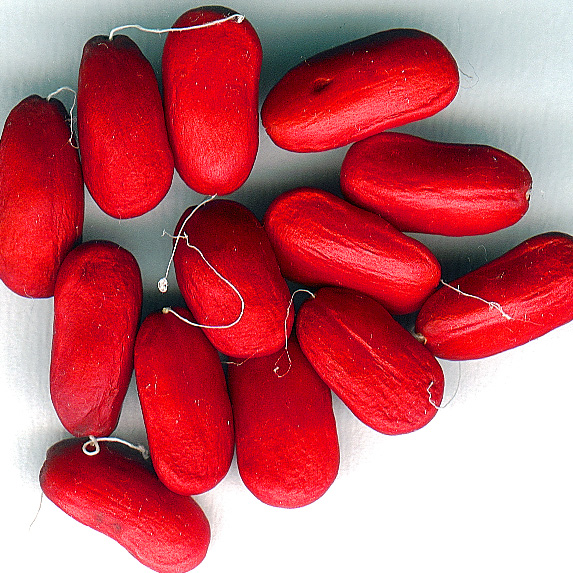
Semences de magnolia
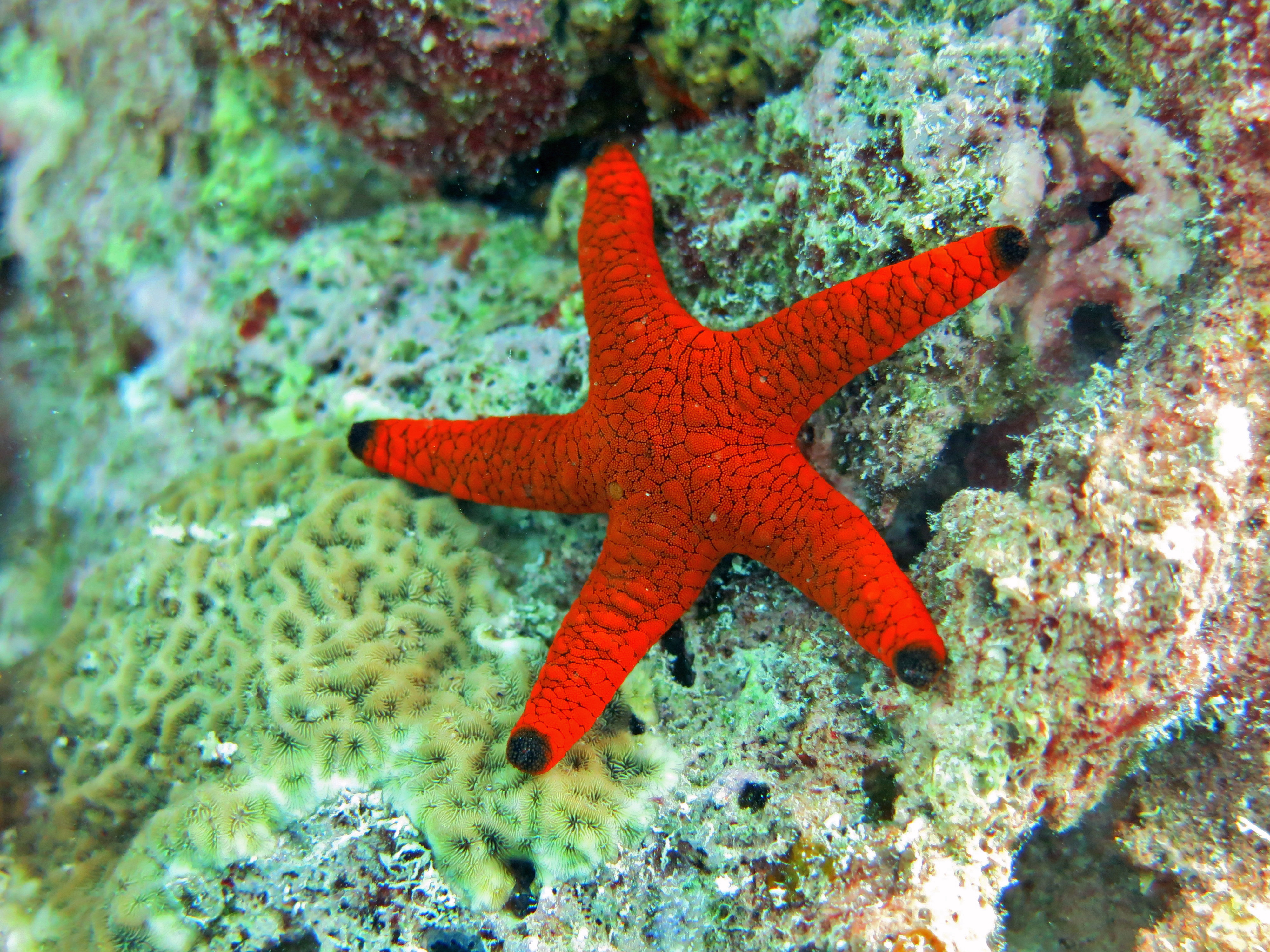
Étoile de mer (Fromia indica)
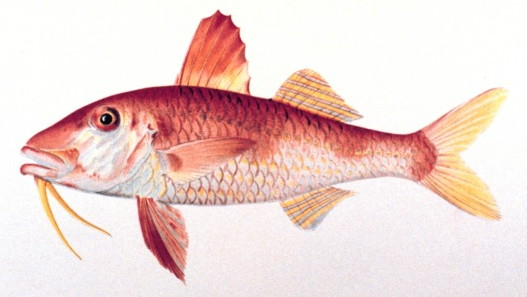
Rouget Parupeneus chrysonemus
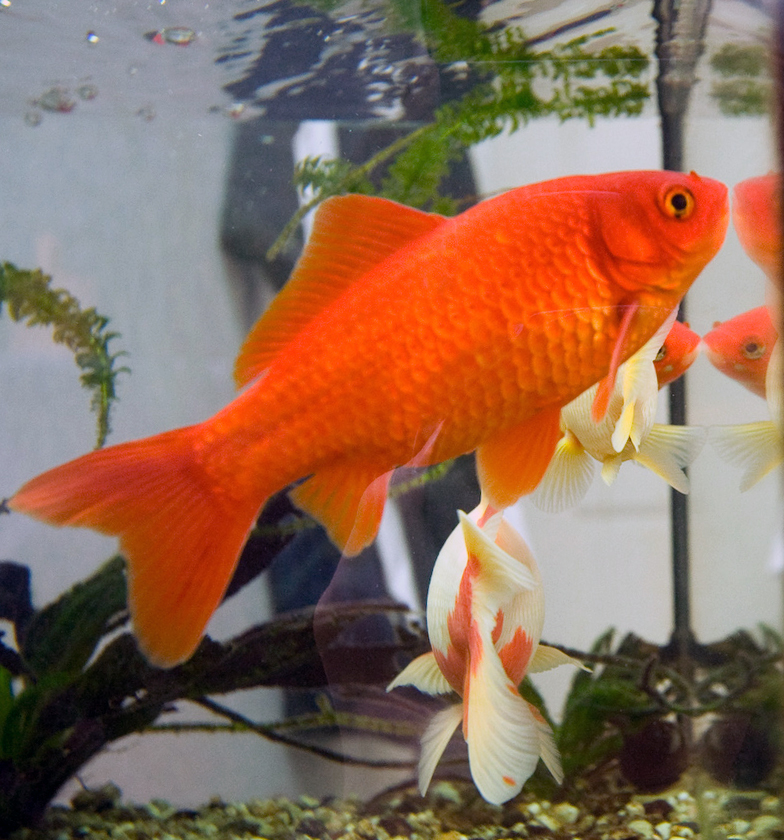
Poisson rouge (Carassius auratus)
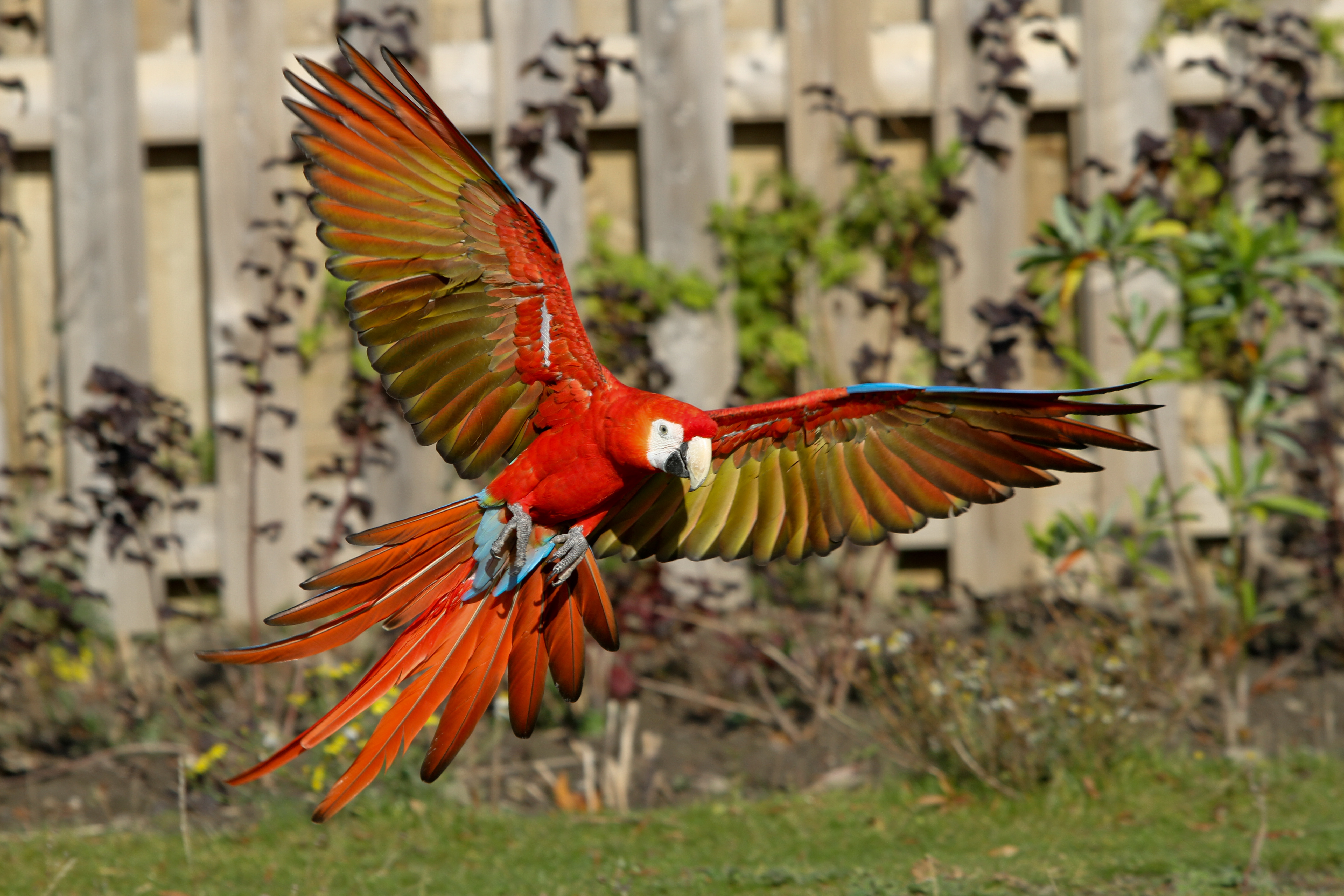
Ara rouge
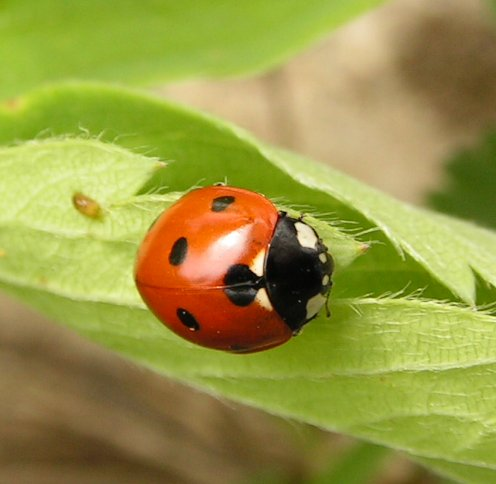
Coccinelle
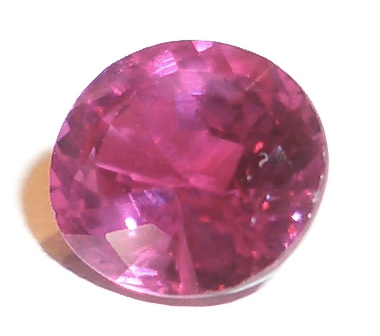
Rubis
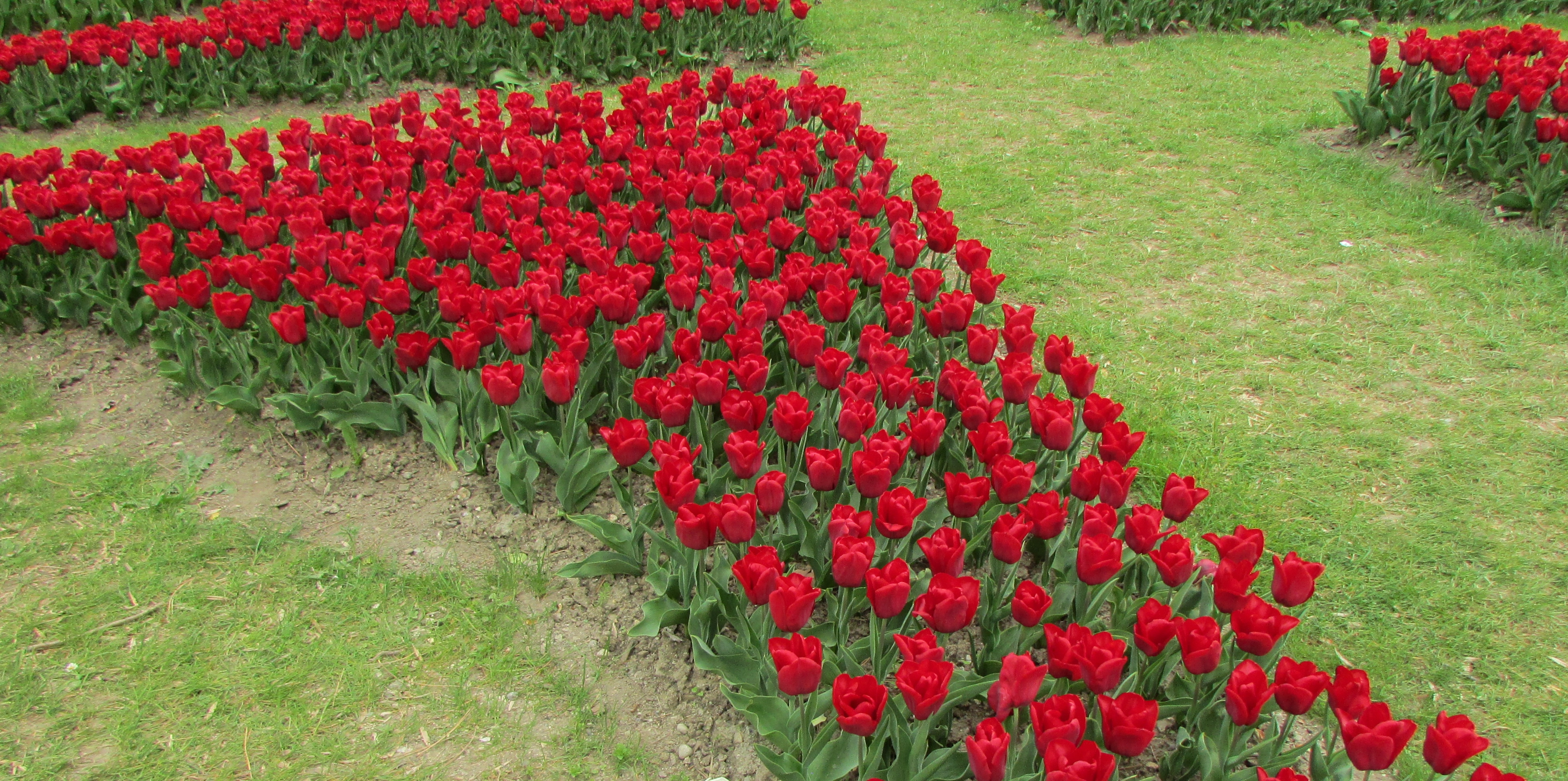
Massif de tulipes rouges.

### Objets fabriqués

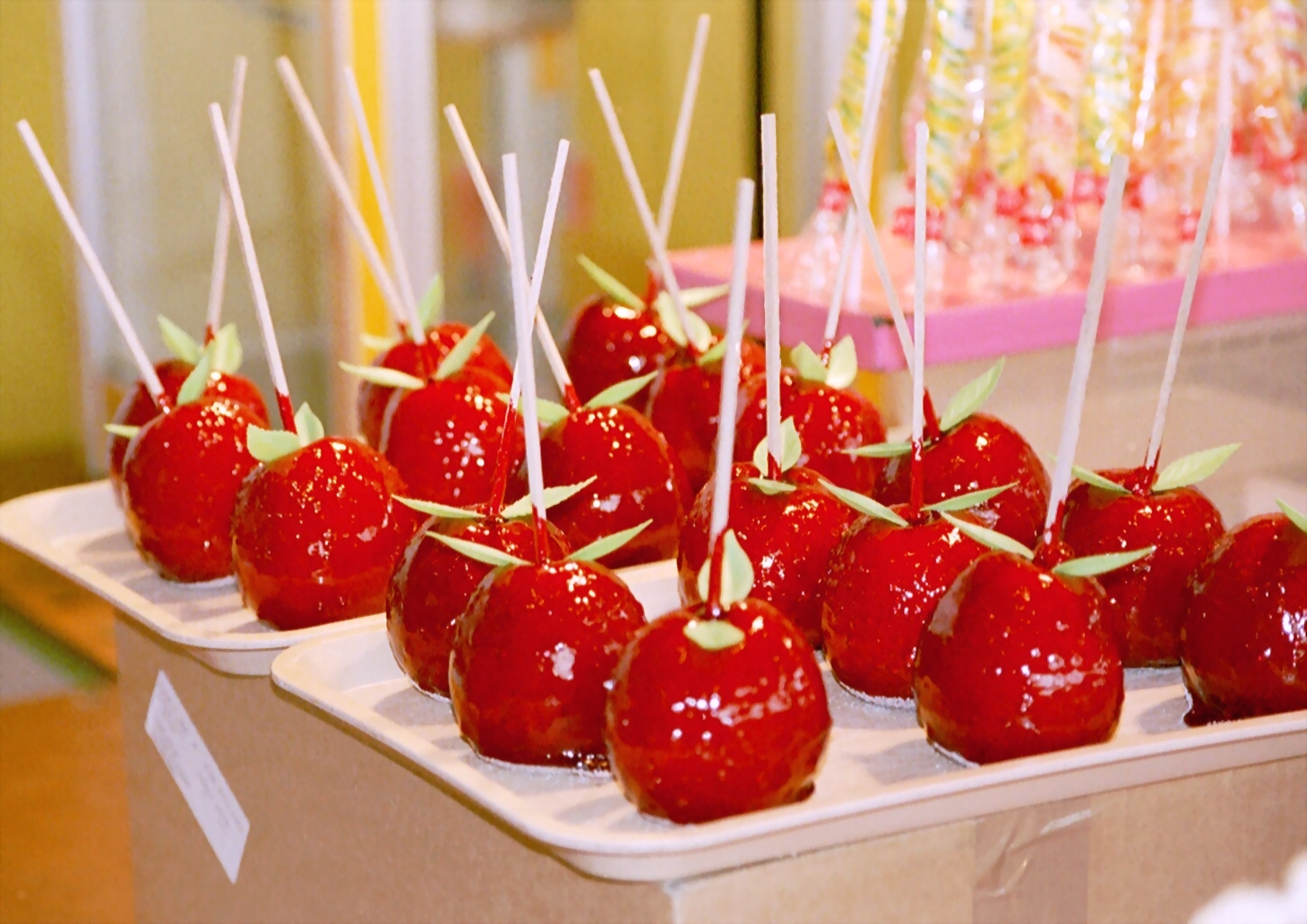
Pommes d'amour rouges
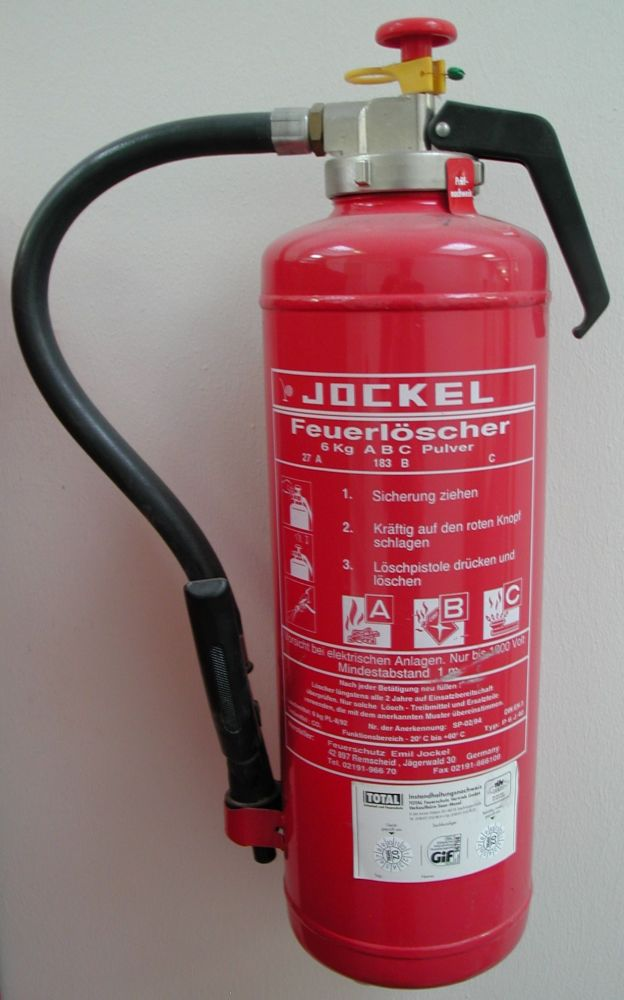
Extincteur
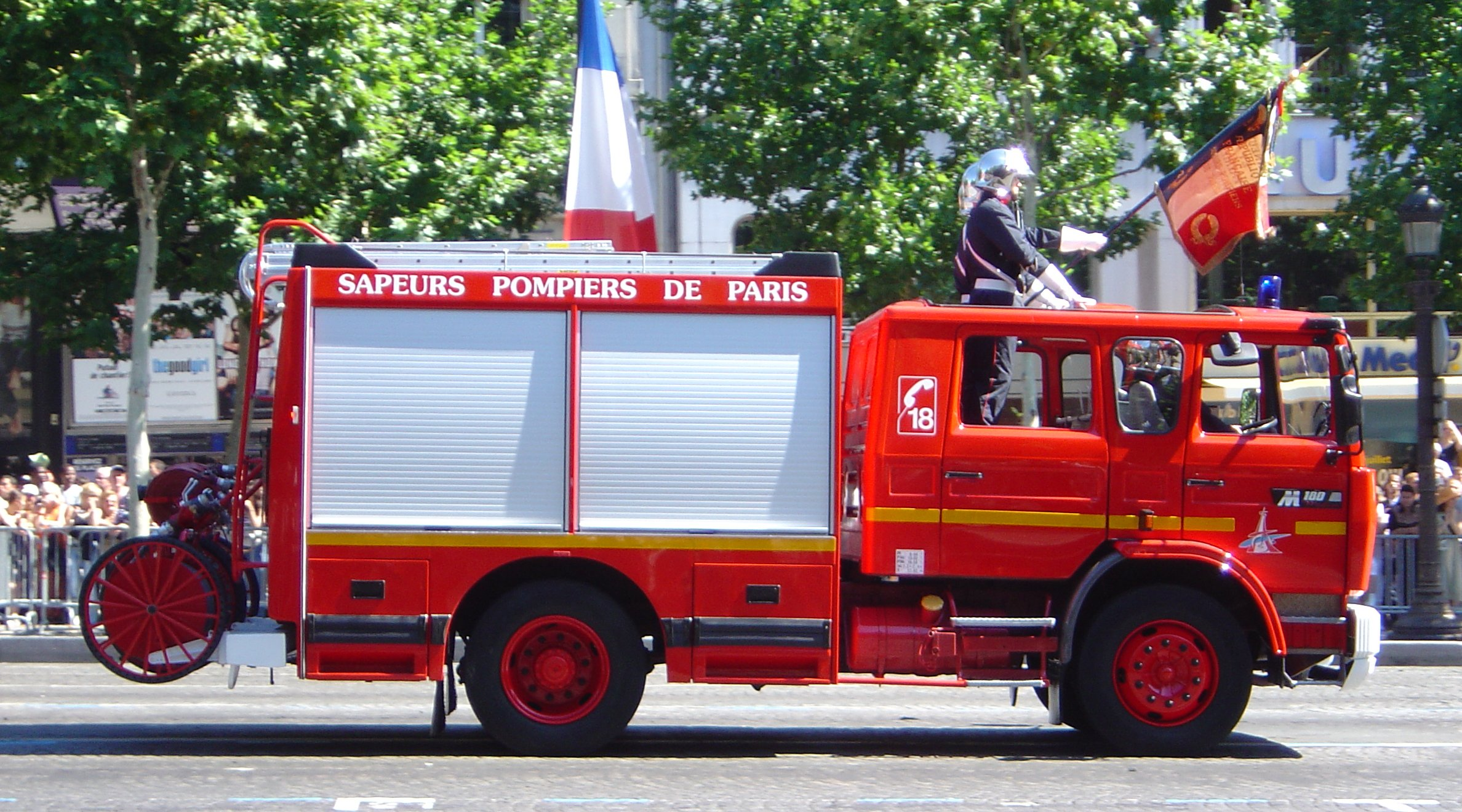
Camion de pompier
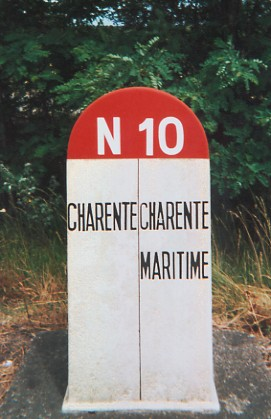
Borne kilométrique
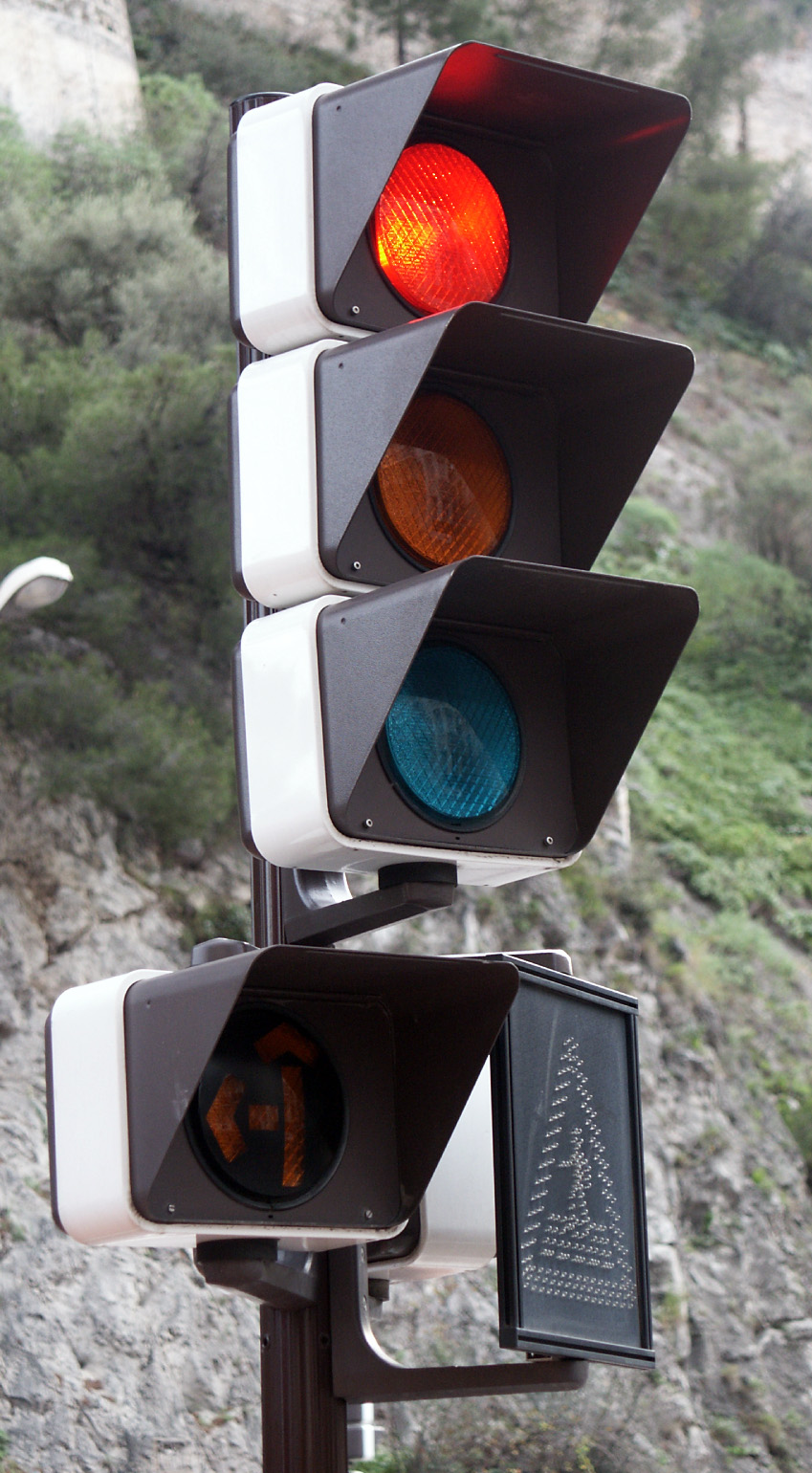
Feux rouge de signalisation
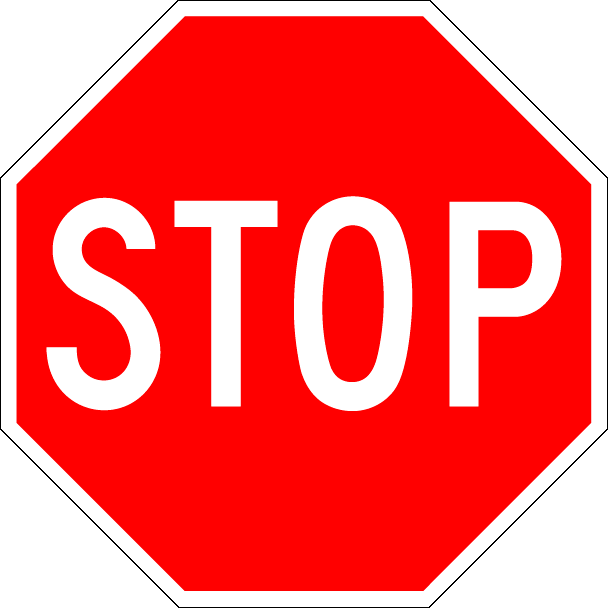
Panneau stop
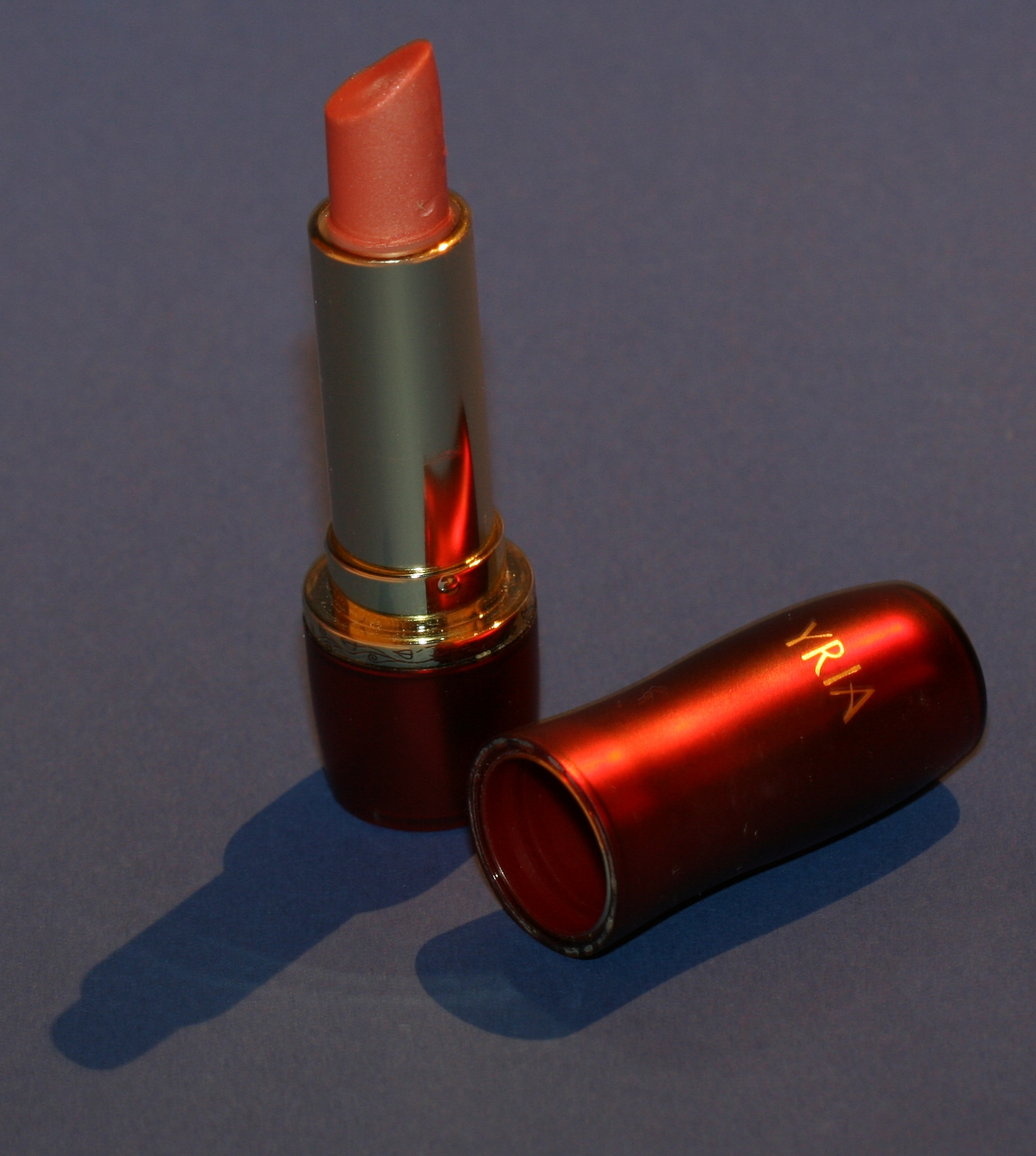
Rouge à lèvres
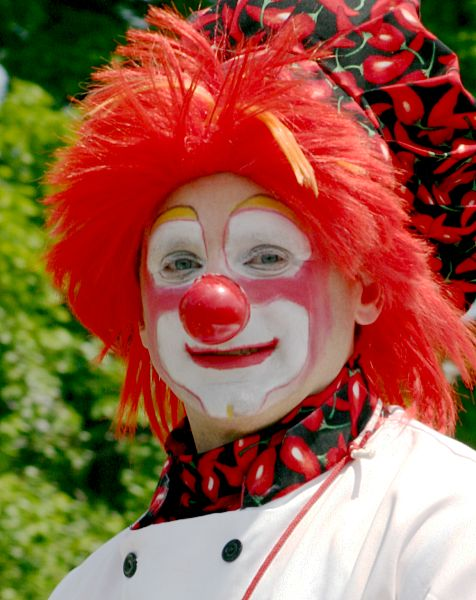
Clown et son nez rouge
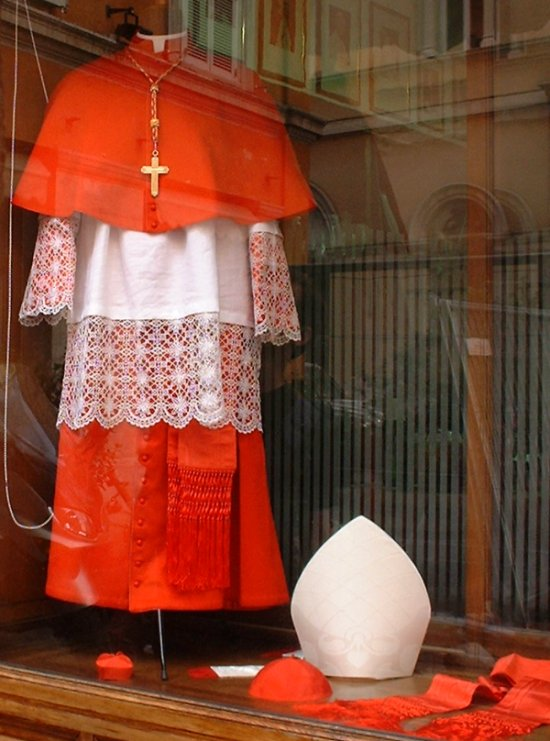
Vêtements de cardinal
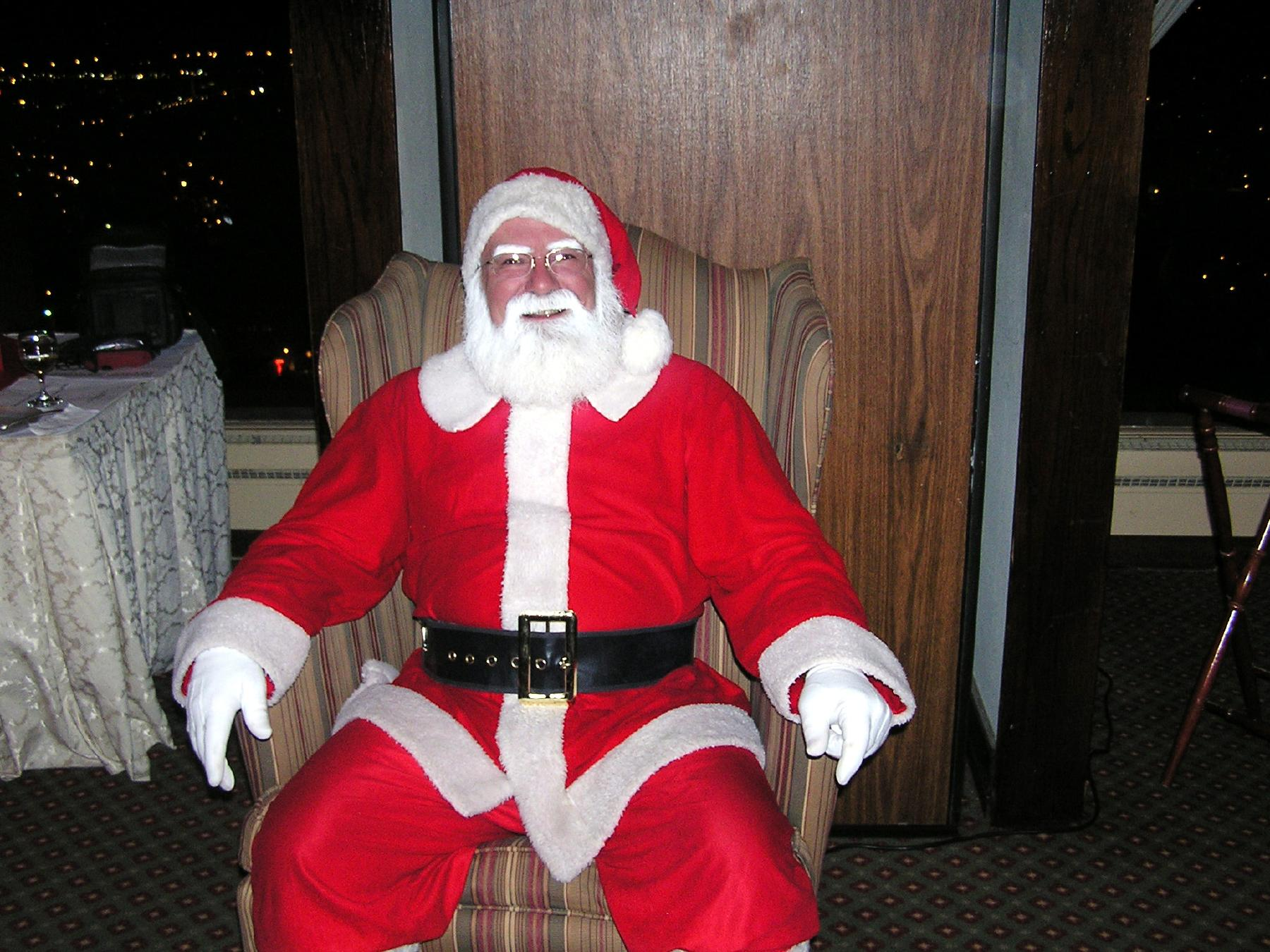
L’habit rouge du Père Noël
Vin rouge
Le rouge, couleur de l’amour
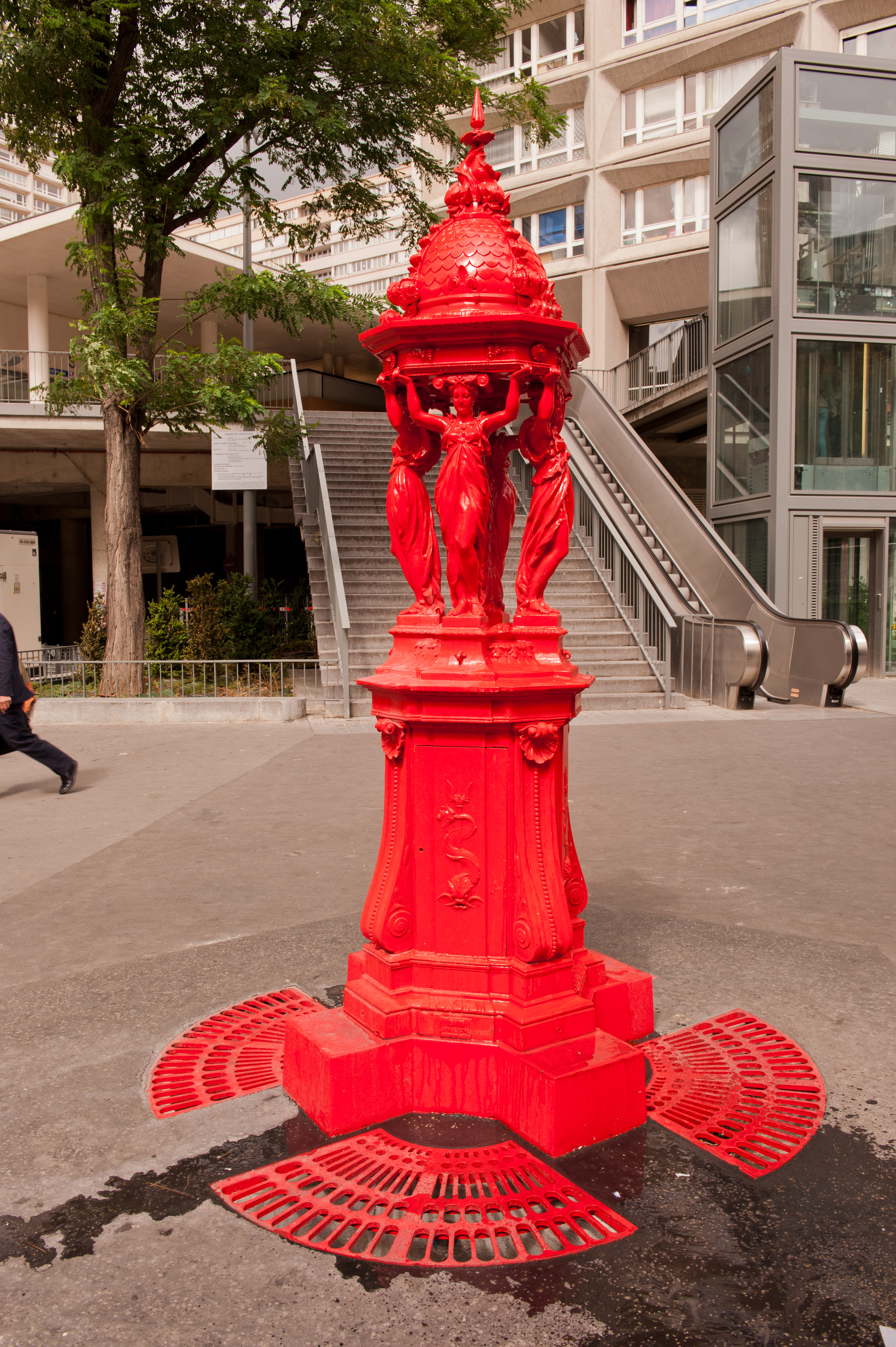
Fontaine Wallace revisitée en rouge
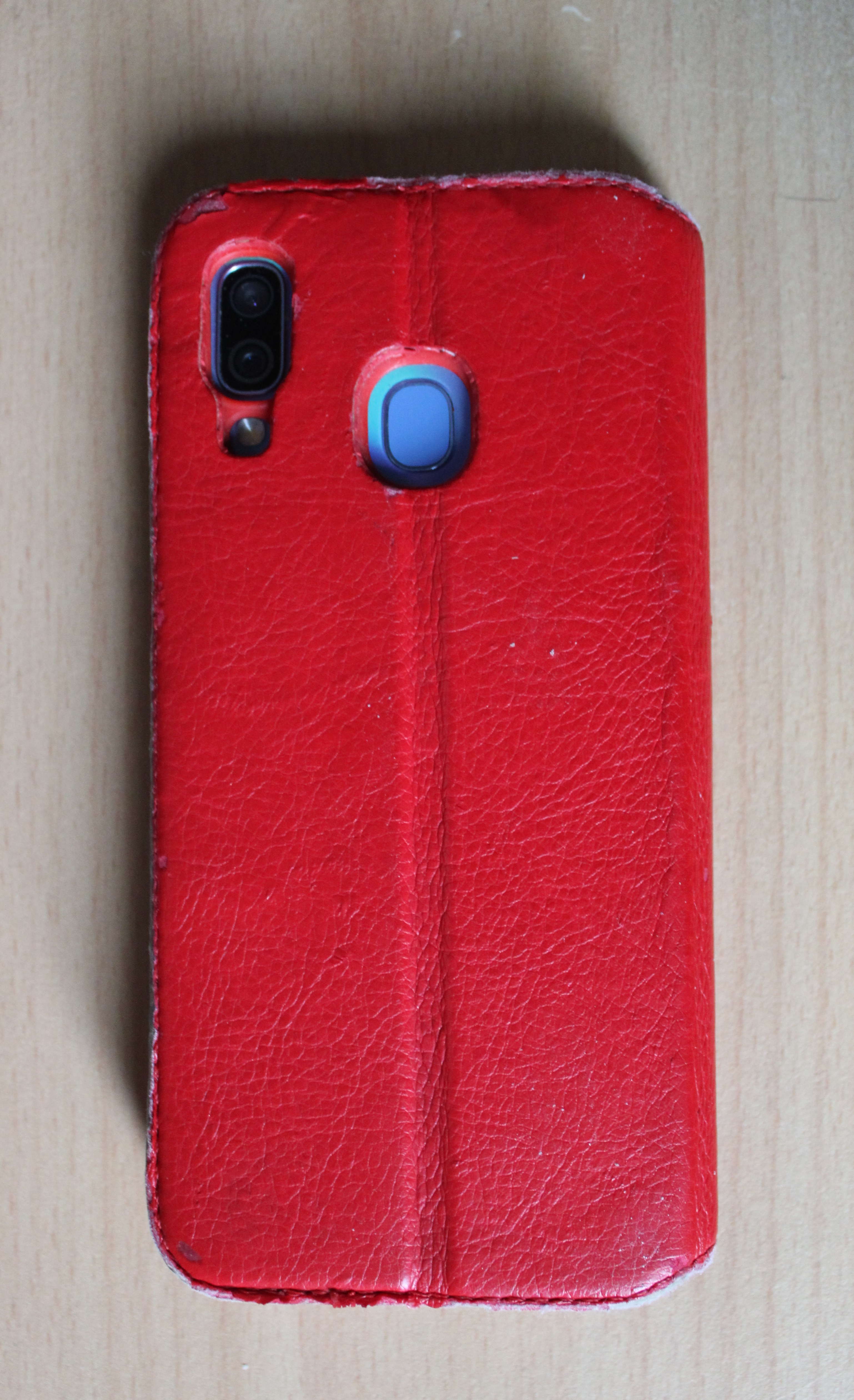
Coque de téléphone.

### Drapeaux et pavillons

L'insigne de la Croix-Rouge inverse les couleurs du drapeau suisse.

Le rouge est l'une des couleurs les plus utilisées sur les drapeaux nationaux à travers le monde. En Europe, la France, la Hollande, le Royaume-Uni, la Russie, ont un drapeau tricolore bleu, blanc, rouge. Les anciennes colonies de l'Espagne, comme la Colombie, l'Équateur et le Venezuela, ont des drapeaux arborant du rouge, l'une des couleurs du drapeau espagnol. Le rouge, le bleu et le blanc sont les panslave, tandis que le rouge, le blanc et le noir sont les couleurs panarabes, et sont utilisées par de nombreux pays arabes. Le rouge, la couleur or, le vert et le noir sont les couleurs panafricaines. Elles sont empruntées au drapeau de l'Éthiopie, l'un des plus anciens pays africains indépendants,.
Le pavillon maritime britannique est rouge (Red Ensign) ainsi que ses dérivés :

Pavillon maritime civil britannique
Pavillon maritime civil australien
Pavillon civil de Guernesey

De nombreux autres pavillons contiennent un fond ou une large plage rouge :

Pavillon civil du Bangladesh
Bahreïn
République populaire de Chine
Taïwan
Danemark
Maroc
Norvège
Suisse
Tunisie
Turquie
Viêt Nam
Albanie
Autriche
Espagne
Angleterre
Géorgie
Canada
Japon
Pologne
Indonésie

## Langage

### Étymologies
- Les Hébreux : le mot Adom  est synonyme d'Adam, qui vient d'Adamus, fait de terre rouge.

- Les Grecs avaient  plusieurs mots pour désigner le rouge, par exemple porphyros (rouge de la couleur de la pierre de porphyre), kokkinos (rouge écarlate), de kokkos, la cochenille et la teinture écarlate qui en est tirée, et aussi  erythros qui a donné Érythrée.

- Les Latins avaient entre autres mots ruber, rouge, et rubeus, roux, rougeâtre (cf la rubéole). Un autre mot, apparenté est robur, -oris, qui désigne le chêne "rouvre" dont le bois est veiné de rouge. L'adjectif dérivé robustus signifie au sens propre « de chêne »,  puis, au sens figuré « robuste» comme le chêne. "Roboratif", signifie qui rend « robuste . Tous les objets en bois de chêne avaient aussi, par métonymie, le nom de robur, comme ces cages de bois, ou carcans, dans lesquelles on enfermait les prisonniers[42].

### «Rouge comme...»
Divers éléments naturels rouges servent pour caractériser des rouges particulièrement colorés :
- « rouge comme une pivoine »
- « rouge comme une écrevisse », « rouge comme une tomate »
- « rouge comme un gratte-cul », du nom du faux-fruit rouge des rosiers (expression provençale).

- « rouge comme le feu ».

### Vidéographie
- Luc Lagier, « Le Rouge au cinéma », sur Blow-Up, Arte, 5 janvier 2023.